# Liga Deportiva de Fernando de la Mora
La Liga Deportiva de Fernando de la Mora es la institución que se encarga de la promoción, organización y reglamentación de las competiciones de alto rendimiento del fútbol realizadas en la ciudad de Fernando de la Mora. Está afiliada a la Federación de Fútbol del Undécimo Departamento Central y esta a su vez a la UFI.
Tiene a su cargo el desarrollo del torneo interno de la Liga y formativas de los clubes afiliados a la misma, así como la representación de la entidad, a través de la Selección de fútbol de Fernando de la Mora y de la Selección femenina de fútbol de Fernando de la Mora.

## Equipos participantes
| N.º | Equipos                   |
| --- | ------------------------- |
| 1   | Club 8 de Diciembre       |
| 2   | Club Sport Primavera      |
| 3   | Club Sol de Campo Grande  |
| 4   | Club 16 de Julio          |
| 5   | Club Unión Pacífico       |
| 6   | Club Sport Universo       |
| 7   | Club Capiipery            |
| 8   | Club Deportivo Estanzuela |
| 9   | Club Ysateño              |
| 10  | Fútbol Club Boquerón      |
| 11  | Club 6 de Enero           |

## Historial de Campeones
En el historial de campeones, el Club 8 de Diciembre encabeza la tabla con 16 títulos, es el más ganador de la Liga Fernandina, lo sigue con 9 títulos el Club Sport Universo (1.er Tricampeón y Pentacampeón), más atrás aparece con 9 títulos (8 ligas y 1 Campeon de Campeones), el Club Sol de Campo Grande, con 4 están: Club Sport Capi'ipery, Sportivo Ysateño y Unión Pacífico, 6 de enero , Sport Primavera

##### Los demás campeones son:
- Deportivo Estanzuela: 3 títulos
- Sport Pitiantuta: 3 títulos
- Boquerón FBC: 3 títulos
- Club 16 de Julio: 3 títulos
- 3 de Noviembre del Barrio San Pablo: 1 título
- 3 de Mayo: 1 título

El torneo de la Liga Deportiva de Fernando de la Mora se viene disputando desde el año 1961, cuenta con 62 años de 
disputa, suspendida en el año 2020 y 2021 debido a la Emergencia de Pandemia Mundial por COVID 19.

## Los campeones por año desde 1960 hasta la fecha
| Temporada | Campeón                                             | Subcampeón               | Ref.                                                                                         |  |
| --------- | --------------------------------------------------- | ------------------------ | -------------------------------------------------------------------------------------------- |  |
| 1960      | Club 6 de Enero F.B.C.                              | -                        |                                                                                              |  |
| 1961      | Club 8 de Diciembre                                 | -                        |                                                                                              |  |
| 1962      | Club Sport Universo                                 | -                        |                                                                                              |  |
| 1963      | Club Sport Universo                                 | -                        |                                                                                              |  |
| 1964      | Club Sport Universo                                 | -                        |                                                                                              |  |
| 1965      | Club 8 de Diciembre                                 | -                        |                                                                                              |  |
| 1966      | Club Sport Capi'ipery                               | -                        |                                                                                              |  |
| 1967      | Sportivo Ysateño                                    | -                        |                                                                                              |  |
| 1968      | Club Sol de Campo Grande                            | -                        |                                                                                              |  |
| 1969      | Club 3 de Noviembre                                 |                          |                                                                                              |  |
| 1970      | Club Sol de Campo Grande                            | -                        |                                                                                              |  |
| 1971      | Deportivo Estanzuela                                | -                        |                                                                                              |  |
| 1972      | Unión Pacífico                                      | -                        |                                                                                              |  |
| 1973      | Unión Pacífico                                      | -                        |                                                                                              |  |
| 1974      | Unión Pacífico                                      | -                        |                                                                                              |  |
| 1975      | Club 8 de Diciembre                                 | -                        |                                                                                              |  |
| 1976      | Club 8 de Diciembre                                 | -                        |                                                                                              |  |
| 1977      | Sport Pitiantuta                                    | -                        |                                                                                              |  |
| 1978      | Club 8 de Diciembre                                 | -                        |                                                                                              |  |
| 1979      | Sport Pitiantuta                                    | -                        |                                                                                              |  |
| 1980      | Sport Capi'ipery                                    | Club Sol de Campo Grande |                                                                                              |  |
| 1981      | Club 3 de Mayo                                      | Club Sol de Campo Grande |                                                                                              |  |
| 1982      | Sport Pitiantuta                                    | -                        |                                                                                              |  |
| 1983      | Deportivo Estanzuela                                | -                        |                                                                                              |  |
| 1984      | Club 8 de Diciembre                                 | -                        |                                                                                              |  |
| 1985      | Club Sol de Campo Grande                            | -                        |                                                                                              |  |
| 1986      | Club Sol de Campo Grande                            | -                        |                                                                                              |  |
| 1987      | Club 16 de Julio                                    | -                        |                                                                                              |  |
| 1988      | Club 8 de Diciembre                                 | -                        |                                                                                              |  |
| 1989      | Club 8 de Diciembre                                 | -                        |                                                                                              |  |
| 1990      | Club 8 de Diciembre                                 | -                        |                                                                                              |  |
| 1991      | 6 de Enero                                          | -                        |                                                                                              |  |
| 1992      | Club 8 de Diciembre                                 | -                        |                                                                                              |  |
| 1993      | Club 8 de Diciembre                                 | -                        |                                                                                              |  |
| 1994      | Club 8 de Diciembre                                 | -                        |                                                                                              |  |
| 1995      | Sportivo Ysateño                                    | -                        |                                                                                              |  |
| 1996      | Unión Pacífico                                      | -                        |                                                                                              |  |
| 1997      | Sport Universo                                      | -                        |                                                                                              |  |
| 1998      | Sport Primavera                                     | -                        |                                                                                              |  |
| 1999      | Club 8 de Diciembre                                 | -                        |                                                                                              |  |
| 2000      | 6 de Enero                                          | -                        |                                                                                              |  |
| 2001      | Deportivo Estanzuela                                | -                        |                                                                                              |  |
| 2002      | Fútbol Club Boquerón                                | Club 8 de Diciembre      |                                                                                              |  |
| 2003      | Sport Primavera                                     | -                        |                                                                                              |  |
| 2006      | Fútbol Club Boquerón                                | -                        |                                                                                              |  |
| 2007      | Sport Universo                                      | 8 de Diciembre           |                                                                                              |  |
| 2008      | Apertura: Sport Universo - Clausura: Sport Universo | 8 de Diciembre -         | La Junta Directiva definió realizar 2 campeonatos en un mismo año ambos ganados por Universo |  |
| 2009      | Sport Universo                                      | Sport Primavera          | [ 1 ]                                                                                        |  |
| 2010      | Sport Universo                                      | 6 de Enero               | [ 2 ] [ 3 ]                                                                                  |  |
| 2011      | Fútbol Club Boquerón                                | -                        |                                                                                              |  |
| 2012      | Club Sol de Campo Grande                            | Club 8 de Diciembre      |                                                                                              |  |
| 2013      | Sport Capi'ipery                                    | Fútbol Club Boquerón     |                                                                                              |  |
| 2014      | Sportivo Ysateño                                    | -                        |                                                                                              |  |
| 2015      | Sport Capi'ipery                                    | Club 8 de Diciembre      |                                                                                              |  |
| 2016      | Club Sol de Campo Grande                            | Club 16 de Julio         |                                                                                              |  |
| 2017      | Club 16 de Julio                                    | Club Unión Pacífico      |                                                                                              |  |
| 2018      | Club 8 de Diciembre                                 | Club Sport Primavera     |                                                                                              |  |
| 2019      | Club Sol de Campo Grande                            | Fútbol Club Boquerón     |                                                                                              |  |
| 2020      |                                                     |                          | Suspendida por Pandemia de Covid 19                                                          |  |
| 2021      |                                                     |                          | Suspendida por Pandemia de Covid 19                                                          |  |
| 2022      | Club 6 de Enero F.B.C.                              | Club Sport Primavera     |                                                                                              |  |
| 2023      | Club Sport Primavera                                | Sport Capi'ipery         |                                                                                              |  |
| 2024      | Club 16 de Julio                                    | Club Sport Primavera     |                                                                                              |  |